# Overgrown
Overgrown ist das zweite Studioalbum von James Blake. Es erschien Anfang April 2013 und gewann den Mercury Music Prize. Als Singles wurden die Stücke Retrograde und Overgrown ausgekoppelt. Es erreichte die Top 20 in zahlreichen nationalen Albumcharts.

## Entstehung
Auf die Veröffentlichung seines 2011 erschienenen selbstbetitelten Debütalbums folgten mit Enough Thunder und Love What Happened Here zunächst zwei EPs. Ende 2012 stellte Blake Stücke des kommenden Albums erstmals live vor. Am 7. Februar gab Blake per Facebook den Veröffentlichungstermin des Albums bekannt.
Für das Album arbeitete Blake mit dem Produzenten Brian Eno zusammen, der für das Stück Digital Lion auch als Co-Autor aufgeführt wird. Für das Stück Take a Fall for Me arbeitete er mit Rapper Robert „RZA“ Diggs zusammen.

## Rezeption
Das Album erhielt ähnlich positive Kritiken wie das selbstbetitelte Debütalbum Blakes. Basierend auf 40 Rezensionen erhielt es einen Metascore von 82. Besonders positiv wird das Album von The Guardian (5/5 Punkte) und Allmusic (4,5/5 Punkte) bewertet. Dabei werden insbesondere seine verbesserten Fähigkeiten als Songwriter und seine Unverwechselbarkeit herausgehoben. Der Rolling Stone bemängelt hingegen, dem Album fehle etwas der Fokus und bewertet es mit 3,5 von 5 Punkten.
Mit dem Mercury Music Prize erhielt das Album Ende 2013 einen der wichtigsten britischen Musikpreise, nachdem Blake für sein Debütalbum bereits für diesen Preis nominiert war.

## Titelliste
Alle Tracks von James Blake, außer „Take a Fall for Me“ (James Blake, Robert „RZA“ Diggs) und „Digital Lion“ (James Blake, Brian Eno, Rob McAndrew).
1. „Overgrown“ – 5:00
2. „I Am Sold“ – 4:04
3. „Life Round Here“ – 3:37
4. „Take a Fall for Me“ – 3:33
5. „Retrograde“ – 3:43
6. „DLM“ – 2:25
7. „Digital Lion“ – 4:45
8. „Voyeur“ – 4:17
9. „To the Last“ – 4:19
10. „Our Love Comes Back“ – 3:39